# Campeonato Maranhense 2021
El Campeonato Maranhense de Fútbol 2021 fue la 100.ª edición de la primera división de fútbol del estado de Maranhão. El torneo fue organizado por la Federação Maranhense de Futebol (FMF). El torneo comenzó el 20 de febrero y finalizó el 23 de mayo. El ganador fue el Sampaio Corrêa, que venció en la final a su clásico rival Moto Club en duelos de ida y vuelta, logrando así su título número 35.

## Sistema de juego

### Primera fase
Los 8 equipos se enfrentan en modalidad de todos contra todos a una sola rueda. Culminadas las siete fechas, los últimos dos equipos posicionados en la tabla de posiciones descienden a la Segunda División. Los seis primeros clasifican a la segunda fase, los dos primeros puestos acceden directamente a la semifinal, mientras que los otros cuatro restantes juegan una ronda previa.

### Segunda fase
- Ronda previa: Los enfrentamientos se emparejan con respecto al puntaje de la primera fase, de la siguiente forma:
  - 3.º vs. 6.º
  - 4.º vs. 5.º

- Nota: El equipo con menor puntaje en la primera fase comienza la llave como local.

- Semifinales: Los enfrentamientos se emparejan de la siguiente forma:
  - 1.º vs. (4.º vs. 5.º)
  - 2.º vs. (3.º vs. 6.º)

- Nota: El equipo proveniente de la ronda anterior comienza la llave como local.

- Final: Los dos ganadores de las semifinales disputan la final.

- Nota: El equipo con menor puntaje en la primera fase comienza la llave como local.

- Nota: En caso de empate en puntos y diferencia de goles en cualquier llave, se definirá en tanda de penales. No se consideran los goles de visita.

### Clasificaciones
- Copa de Brasil 2022: Clasifican tres equipos. Los dos finalistas del campeonato, junto a uno de los finalistas de la Copa FMF 2021.
- Copa do Nordeste 2022: Clasifican tres equipos. A la fase de grupos accede únicamente el campeón. A la Pre-Copa do Nordeste acceden el subcampeón y el equipo con mejor posición en el Ranking CBF 2021, exceptuando a los dos equipos mencionados anteriormente.
- Serie D 2022: Clasifican dos equipos. El mejor equipo que no disputa ni la Serie A, Serie B (Sampaio Corrêa) o Serie C; junto a uno de los finalistas de la Copa FMF 2021.

## Equipos participantes
| Equipo          | Ciudad                 | Estadio         | Capacidad | Posición 2020      | Títulos (último) |
| --------------- | ---------------------- | --------------- | --------- | ------------------ | ---------------- |
| Bacabal         | Bacabal                | Correão         | 7816      | 2.º (2.ª división) | 1 (1996)         |
| IAPE            | São Luís               | Nhozinho Santos | 11 429    | 1.º (2.ª división) | 0                |
| Imperatriz      | Imperatriz             | Abadião         | 10 000    | 5.º                | 3 (2019)         |
| Juventude Samas | São Mateus do Maranhão | Pinheirão       | 1500      | 3.º                | 0                |
| Moto Club       | São Luís               | Castelão        | 40 149    | 2.º                | 26 (2018)        |
| Pinheiro        | Pinheiro               | Costa Rodrigues | 5000      | 6.º                | 0                |
| Sampaio Corrêa  | São Luís               | Castelão        | 40 149    | Campeón            | 34 (2020)        |
| São José        | São José de Ribamar    | Dário Santos    | 600       | 4.º                | 0                |

| Crecimiento | Equipos provenientes del Campeonato Maranhense de Segunda División 2020. |

## Primera fase

### Tabla de posiciones
| Pos. | Equipo          | Pts. | PJ | G | E | P | GF | GC | Dif. | Clasificación          |
| ---- | --------------- | ---- | -- | - | - | - | -- | -- | ---- | ---------------------- |
| 1    | Moto Club       | 15   | 7  | 5 | 0 | 2 | 11 | 6  | +5   | Semifinales.           |
| 2    | Sampaio Corrêa  | 13   | 7  | 4 | 1 | 2 | 12 | 3  | +9   | Semifinales.           |
| 3    | Pinheiro        | 11   | 7  | 3 | 2 | 2 | 9  | 5  | +4   | Ronda previa.          |
| 4    | IAPE            | 11   | 7  | 3 | 2 | 2 | 11 | 8  | +3   | Ronda previa.          |
| 5    | Juventude Samas | 9    | 7  | 2 | 3 | 2 | 7  | 4  | +3   | Ronda previa.          |
| 6    | São José        | 8    | 7  | 2 | 2 | 3 | 5  | 9  | −4   | Ronda previa.          |
| 7    | Bacabal         | 6    | 7  | 2 | 0 | 5 | 6  | 21 | −15  | Descenso de categoría. |
| 8    | Imperatriz      | 5    | 7  | 1 | 2 | 4 | 3  | 8  | −5   | Descenso de categoría. |

Actualizado a los partidos jugados el 21 de abril de 2021.
 Fuente: 
Criterios de clasificación: 1) Puntos; 2) Partidos ganados; 3) Diferencia de gol; 4) Goles anotados; 5) Enfrentamiento directo entre los equipos en cuestión; 6) Menor cantidad de tarjetas rojas; 7) Menor cantidad de tarjetas amarillas; 8) Sorteo.

### Fixture
- La hora de cada encuentro corresponde al huso horario correspondiente al Estado de Maranhão (UTC-3).

| Bacabal         | 0 - 4 | Sampaio Corrêa | Pinheirão       | 20 de febrero | 15:30 |
| Pinheiro        | 1 - 0 | São José       | Costa Rodrigues | 20 de febrero | 17:30 |
| Juventude Samas | 3 - 0 | IAPE           | Pinheirão       | 21 de febrero | 15:30 |
| Moto Club       | 2 - 0 | Imperatriz     | Nhozinho Santos | 21 de febrero | 17:30 |

| Sampaio Corrêa | 4 - 0 | São José        | Castelão        | 23 de febrero | 19:30 |
| Bacabal        | 0 - 4 | Pinheiro        | Pinheirão       | 24 de febrero | 15:30 |
| Moto Club      | 1 - 0 | Juventude Samas | Nhozinho Santos | 24 de febrero | 19:30 |
| Imperatriz     | 1 - 2 | IAPE            | Abadião         | 25 de febrero | 19:00 |

| Bacabal         | 2 - 1 | São José       | Pinheirão       | 27 de febrero | 15:30 |
| Pinheiro        | 0 - 0 | Imperatriz     | Costa Rodrigues | 1 de marzo    | 16:00 |
| IAPE            | 0 - 2 | Moto Club      | Nhozinho Santos | 2 de marzo    | 15:30 |
| Juventude Samas | 0 - 0 | Sampaio Corrêa | Pinheirão       | 3 de marzo    | 15:30 |

| São José        | 0 - 0 | IAPE       | Nhozinho Santos | 8 de marzo  | 15:30 |
| Juventude Samas | 2 - 0 | Pinheiro   | Pinheirão       | 9 de marzo  | 15:30 |
| Sampaio Corrêa  | 2 - 0 | Imperatriz | Castelão        | 17 de marzo | 18:30 |
| Bacabal         | 2 - 4 | Moto Club  | Rafael Seabra   | 21 de marzo | 15:30 |

| Imperatriz      | 1 - 2 | São José       | Abadião         | 13 de marzo | 19:00 |
| Pinheiro        | 2 - 2 | IAPE           | Costa Rodrigues | 20 de marzo | 16:00 |
| Juventude Samas | 1 - 2 | Bacabal        | Pinheirão       | 6 de abril  | 15:30 |
| Moto Club       | 2 - 1 | Sampaio Corrêa | Castelão        | 14 de abril | 20:30 |

| Moto Club      | 0 - 1 | São José        | Nhozinho Santos | 29 de marzo | 15:30 |
| Imperatriz     | 0 - 0 | Juventude Samas | Abadião         | 29 de marzo | 18:30 |
| IAPE           | 6 - 0 | Bacabal         | Nhozinho Santos | 31 de marzo | 15:30 |
| Sampaio Corrêa | 1 - 0 | Pinheiro        | Castelão        | 7 de abril  | 18:30 |

| Sampaio Corrêa | 0 - 1 | IAPE            | Castelão        | 21 de abril | 15:30 |
| São José       | 1 - 1 | Juventude Samas | Nhozinho Santos | 21 de abril | 15:30 |
| Pinheiro       | 2 - 0 | Moto Club       | Costa Rodrigues | 21 de abril | 15:30 |
| Imperatriz     | 1 - 0 | Bacabal         | Abadião         | 21 de abril | 15:30 |

## Fase final

### Cuadro de desarrollo
|  | Ronda previa      | Ronda previa      | Ronda previa       | Ronda previa      | Ronda previa      |       |       | Semifinales    | Semifinales    | Semifinales    | Semifinales    | Semifinales    |  |   | Final           | Final           | Final           | Final           | Final           |  |
|  | 25 al 29 de abril | 25 al 29 de abril | 25 al 29 de abril  | 25 al 29 de abril | 25 al 29 de abril |       |       | 2 al 8 de mayo | 2 al 8 de mayo | 2 al 8 de mayo | 2 al 8 de mayo | 2 al 8 de mayo |  |   | 16 y 23 de mayo | 16 y 23 de mayo | 16 y 23 de mayo | 16 y 23 de mayo | 16 y 23 de mayo |  |
|  |                   |                   |                    |                   |                   |       |       |                |                |                |                |                |  |   |                 |                 |                 |                 |                 |  |
|  |                   |                   |                    |                   |                   |       |       |                |                |                |                |                |  |   |                 |                 |                 |                 |                 |  |
|  |                   |                   |                    |                   |                   |       |       |                |                |                |                |                |  |   |                 |                 |                 |                 |                 |  |
|  |                   |                   |                    |                   |                   |       |       |                |                |                |                |                |  |   |                 |                 |                 |                 |                 |  |
|  |                   |                   |                    |                   |                   |       |       |                |                |                |                |                |  |   |                 |                 |                 |                 |                 |  |
|  |                   | 1                 | Moto Club          | 1                 | 3                 | 4     |       |                |                |                |                |                |  |   |                 |                 |                 |                 |                 |  |
|  |                   |                   |                    |                   |                   | 4     |       |                |                |                |                |                |  |   |                 |                 |                 |                 |                 |  |
|  |                   |                   | 5                  | Juventude Samas   | 1                 | 2     | 3     |                |                |                |                |                |  |   |                 |                 |                 |                 |                 |  |
|  | 4                 | IAPE              | 5                  | Juventude Samas   | 1                 | 2     | 3     | 0              | 2              | 2              |                |                |  |   |                 |                 |                 |                 |                 |  |
|  | 4                 | IAPE              |                    |                   |                   |       |       |                |                | 2              |                |                |  |   |                 |                 |                 |                 |                 |  |
|  | 5                 | Juventude Samas   | 3                  | 0                 | 3                 |       |       |                |                |                |                |                |  |   |                 |                 |                 |                 |                 |  |
|  | 5                 | Juventude Samas   | 3                  | 0                 | 3                 |       |       |                |                |                |                |                |  | 1 | Moto Club       | 0               | 1               | 1               |                 |  |
|  |                   |                   |                    |                   |                   |       |       |                |                |                |                |                |  | 1 | Moto Club       | 0               | 1               | 1               |                 |  |
|  |                   |                   | 2                  | Sampaio Corrêa    | 1                 | 3     | 4     |                |                |                |                |                |  |   |                 |                 |                 |                 |                 |  |
|  |                   |                   | 2                  | Sampaio Corrêa    | 1                 | 3     | 4     |                |                |                |                |                |  |   |                 |                 |                 |                 |                 |  |
|  |                   |                   |                    |                   |                   |       |       |                |                |                |                |                |  |   |                 |                 |                 |                 |                 |  |
|  |                   |                   |                    |                   |                   |       |       |                |                |                |                |                |  |   |                 |                 |                 |                 |                 |  |
|  |                   | 2                 | Sampaio Corrêa (p) | 0                 | 0                 | 0 (4) |       |                |                |                |                |                |  |   |                 |                 |                 |                 |                 |  |
|  |                   |                   |                    |                   |                   | 0 (4) |       |                |                |                |                |                |  |   |                 |                 |                 |                 |                 |  |
|  |                   |                   | 3                  | Pinheiro          | 0                 | 0     | 0 (3) |                |                |                |                |                |  |   |                 |                 |                 |                 |                 |  |
|  | 3                 | Pinheiro          | 3                  | Pinheiro          | 0                 | 0     | 0 (3) | 3              | 1              | 4              |                |                |  |   |                 |                 |                 |                 |                 |  |
|  | 3                 | Pinheiro          |                    |                   |                   |       |       |                |                | 4              |                |                |  |   |                 |                 |                 |                 |                 |  |
|  | 6                 | São José          | 0                  | 0                 | 0                 |       |       |                |                |                |                |                |  |   |                 |                 |                 |                 |                 |  |
|  | 6                 | São José          | 0                  | 0                 | 0                 |       |       |                |                |                |                |                |  |   |                 |                 |                 |                 |                 |  |
|  |                   |                   |                    |                   |                   |       |       |                |                |                |                |                |  |   |                 |                 |                 |                 |                 |  |

Nota: El equipo que ocupa la primera línea es el que define la serie como local.
| Bandera del estado de Maranhão |
| Campeón                        |
| Sampaio Corrêa 35.to título    |

## Clasificación final
| Pos. | Equipo             | Pts. | PJ | G | E | P | GF | GC | Dif. | Clasificación                                                  |
| ---- | ------------------ | ---- | -- | - | - | - | -- | -- | ---- | -------------------------------------------------------------- |
| 1.°  | Sampaio Corrêa (C) | 21   | 11 | 6 | 3 | 2 | 16 | 4  | +12  | Copa de Brasil 2022 y Copa do Nordeste 2022.                   |
| 2.°  | Moto Club          | 19   | 11 | 6 | 1 | 4 | 16 | 13 | +3   | Copa de Brasil 2022, Pre-Copa do Nordeste 2022 y Serie D 2022. |
| 3.°  | Pinheiro           | 19   | 11 | 5 | 4 | 2 | 13 | 5  | +8   |                                                                |
| 4.°  | Juventude Samas    | 13   | 11 | 3 | 4 | 4 | 13 | 10 | +3   | Serie D 2022.                                                  |
| 5.°  | IAPE               | 14   | 9  | 4 | 2 | 3 | 13 | 11 | +2   |                                                                |
| 6.°  | São José           | 8    | 9  | 2 | 2 | 5 | 5  | 13 | −8   |                                                                |
| 7.°  | Bacabal            | 6    | 7  | 2 | 0 | 5 | 6  | 21 | −15  | Segunda División 2022.                                         |
| 8.°  | Imperatriz         | 5    | 7  | 1 | 2 | 4 | 3  | 8  | −5   | Segunda División 2022 y Pre-Copa do Nordeste 2022.             |

Reglas de clasificación: 1) Puntos; 2) Partidos ganados; 3) Diferencia de gol; 4) Goles anotados; 5) Enfrentamiento directo entre los equipos en cuestión; 6) Menor cantidad de tarjetas rojas; 7) Menor cantidad de tarjetas amarillas; 8) Sorteo.

Nota: El cupo de clasificación para la Serie D 2022 pasó a manos de Moto Club, debido a que 	Sampaio Corrêa disputa la Serie B en 2022.